# Eutelia griseoapicata
Eutelia griseoapicata là một loài bướm đêm trong họ Noctuidae.